# Пабильсаг

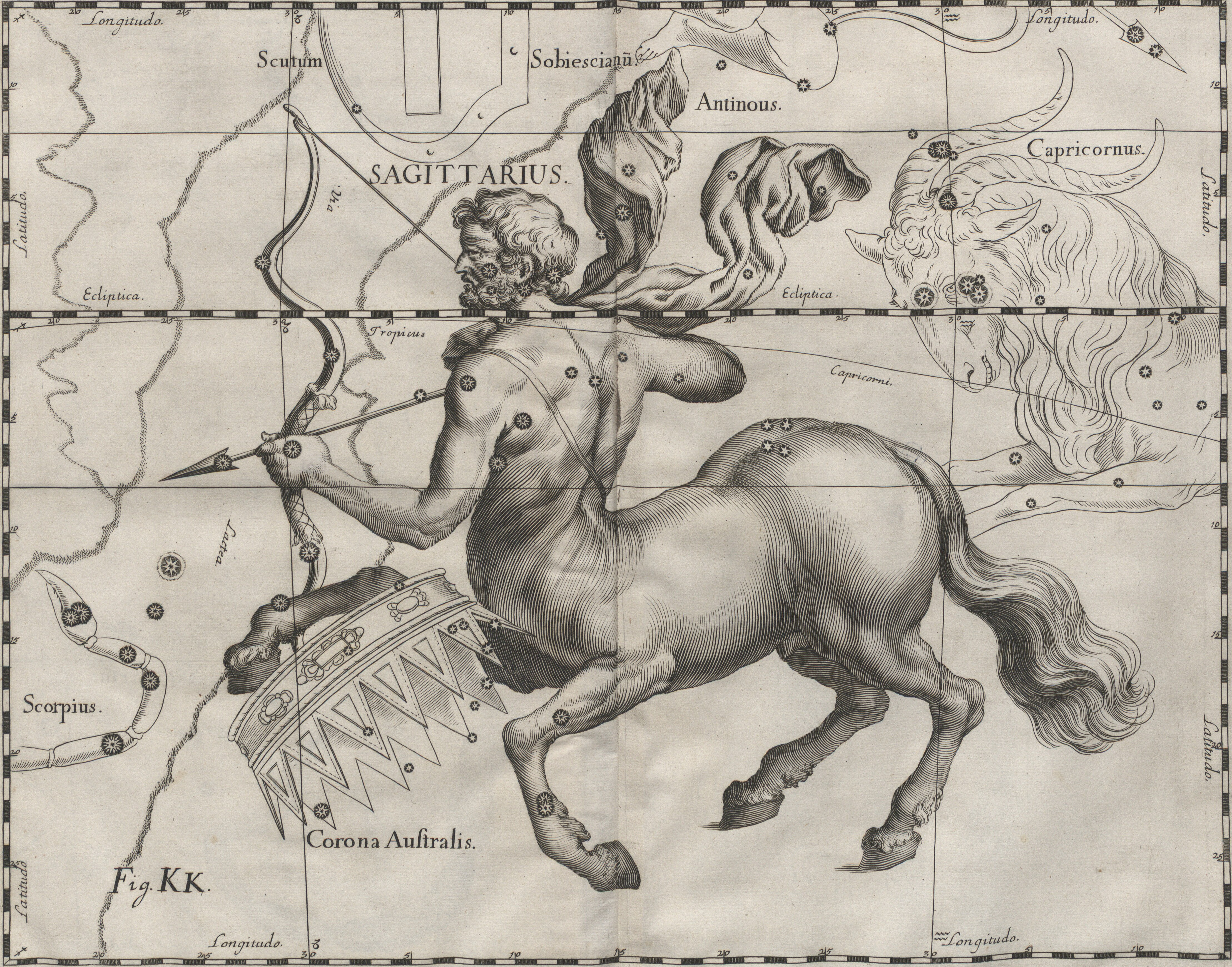

Пабильсаг — бог-лучник полу-шумерского происхождения с характерным для богов-воинов эпитетом «герой Энлиля», муж Нин-Исины (Гулы), богини медицины.
На небе Пабильсаг — это созвездие Стрельца в Месопотамии. Таким он остался и в современном Зодиаке. Довольно рано, уже в текстах на шумерском в старовавилонском периоде, Пабильсаг слился с Нинуртой.